# Капилано висећи мост
Капилано висећи мост (енгл. Capilano Suspension Bridge Park) је јединствени висећи мост преко реке Капилано у дистриху Северни Ванкувер, Британска Колумбија,  Канада. Дужина моста је 140 метара а висина изнад реке 70 метара. 
Висећи мост Капилано је део приватног туристичког комплекса који представља веома интересантну туристичку понуду Ванкувера. Овај парк посети 1,2 милона туриста годишње. 
У оквиру туристичког комплекса поред висећег моста, ресторана и сувенирница налазе се још две целине: Висећи мостови на дрвећу и Стаза за шетњу по ивицама стена.

## Историја
Сама река Капилано преко које је направљен мост у преводу са језика Првих народа (староседелаца Канаде) значи „лепа река“  а тако се звао један од поглавица племена које је на тим просторима живео. 
Први оригинални висећи мост изграђен је 1889. године са ужадима од упредене  конопље и кедрових дасака и служио је за превоз стабала са једне обале на другу. 1903. године мост од конопље замењен је мостом са жичаним кабловима. Мост је ојачан додатним кабловима 1914. године. Године 1935. дограђене су неки објекти а локални домородци (становници Првих народа) су укључени у украшавање парка тотемским дрвеним стубовима. 1953. године мост је потпуно реновиран када су на крајевима постављени бетонски стубови за причвршћавање каблова. Године 1983. парк је прерастао у популарну туристичку атракцију са многобројним садржајима. 
- Улазак на мост
- Поглед одоздо
- Мост са туристима, излазак.

## Висећи мостови између дрвећа
„Авантура у крошњама дрвећа" (енгл. treetops-adventure) је комбинација дрвених степеница, дрвених платформи, осматрачница и висећих мостова између дрвећа. Овај комплекс изграђен је 2004.године.  Степенице воде до осматрачница (платформи) на дрвећу, Дагалосве јеле (Дуглазија). Између 8 високих и дебелих дрвета је постављено 7 висећих мостова. Конструкције су постављене на посебан начин тако да не оштећују дрвеће (нема ексера закуцаних у дрвеће нити завртњева) и пружају „поглед веверице“ како пише у проспекту. 
Дагласове јеле су старе преко 200 година и високе по око 100 метара. Поједини висећи мостови су и преко 30 метара изнад земље. За туристе је ово безбедан начин да пођу са једног краја „стазе“ степеницама се попну на висину и затом преко платформи и висећих мостова иду од једног до другог дрвета и стигну до другог краја „стазе“ и ту поново сиђу на земљу.
- Улазак у "Авантуре на дрвећу"
- Улазне степенице и платформе
- Висећи мост између дрвећа
- Мост између дрвећа са туристима
- Мостови између дрвећа, поглед одоздо

## Стаза за шетњу по ивицама стена
„Стаза за шетњу по ивицама стена“ (енгл. cliff walk) је комплекс изграђен 2011. године. Овај комплекс намењен је за обилазак стрмих литица изнад дубоког кањона. Та „стаза за обилазак“ садржи бетонске стазе и бетенонске степенице, са оградом, на ивици литице и  делове  са ограђеним металним степеницама и „полувисећим мостовима“  причвршћеним на стену са осматрачницама и платформама. Због бољег погледа на кањон и реку на неким мостићима и платформама се налази стаклени под. Рекламни слоган за  овај комплекс гласи: „није за оне са слабим срцем“. 
- Улазак на стазу за обилазак стена
- Прилаз конзолском мосту
- Степенице до конзоле
- Конзолски мост
- Поглед на стене са конзолског моста

## Занимљивости
Поред тога што је туристичка атракција Висећи мост Капилано је послужио као сценографија  за снимање неколико филмова и  телевизијских серија .